# Noriyuki Abe
Noriyuki Abe 阿部 紀之) (Abe Noriyuki?) (Kyoto, 19 luglio 1961) è un regista, disegnatore di storyboard e direttore del suono giapponese, principalmente attivo nel campo dell'animazione. È principalmente noto per il suo lavoro con la Pierrot, con cui ha collaborato in alcuni dei maggiori successi dello studio, come Great Teacher OnizukaFlame of Recca, Bleach e Yu degli spettri. Quest'ultimo ha vinto l'Animage Anime Grand Prix nel 1993 e nel 1994.

## Filmografia
- Norakuro-kun (1987 serie TV), regista degli episodi
- Musashi, the Samurai Lord (1990 serie TV), storyboarder, regista degli episodi
- Ore wa Chokkaku (1991 serie TV), regista degli episodi
- Yu Yu Hakusho: Ghost Files (1992 serie TV), regista, storyboarder, regista degli episodi, Animation regista
- Yu Yu Hakusho - Il sigillo d'oro (1993 film), regista
- Yu Yu Hakusho - I guerrieri dell'inferno (1994 film), supervisione
- Ninku (1995 serie TV), regista, storyboarder
- Ninku the Movie (1996 film), regista, storyboarder
- Midori no Makibaō (1996 serie TV), regista, regista degli episodi
- Flame of Recca (1997 serie TV), regista, storyboarder, regista degli episodi
- Saber Marionette J to X (1998 serie TV), storyboarder (ep 16)
- Chiisana Kyojin Microman (1999 serie TV), Series regista
- Great Teacher Onizuka (1999 serie TV), regista, storyboarder, direttore del suono
- Banner of the Stars (2000 serie TV), storyboarder
- Fantasmi a scuola (2000 serie TV), regista, Sound regista
- Super Gals! Kotobuki Ran (2001 serie TV), storyboarder (eps 5, 8)
- Banner of the Stars II (2001 serie TV), storyboarder
- Tokyo Mew Mew (2002 serie TV), regista, direttore del suono
- Detective School Q (2003 serie TV), regista, storyboarder, regista degli episodi
- Bleach (2004 serie TV), regista, storyboarder, regista degli episodi, Technical regista
- Bleach: Memories in the Rain (2004 OAV), regista
- Bleach: The Sealed Sword Frenzy (2005 OAV), regista
- Bleach: Memories of Nobody (2006 film), regista, storyboarder[1]
- Bleach: The DiamondDust Rebellion (2007 film), regista, storyboarder, Unit regista
- Gekijō-ban Bleach: Fade to Black - Kimi no na o yobu (2008 film), regista[2][3]
- Gekijō-ban Bleach: Jigoku-hen (2010 film), regista
- The Seven Deadly Sins the Movie: Prisoners of the Sky – film animazione (2018)